# Mango banana
»Mango banana« je skladba skupine Gu-Gu iz leta 1986. Glasbo je napisal Čarli Novak, besedilo pa Tomo Jurak.

## Snemanje
Producent je bil Čarli Novak, snemanje pa je potekalo v studiu Metro v Ljubljani. Skladba je izšla na njihovem drugem in istoimenskem studijskem albumu Mango banana pri založbi ZKP RTV Ljubljana.

## Zasedba

### Produkcija
- Čarli Novak – glasba, aranžma, producent
- Tomo Jurak – besedilo
- Peter Gruden – tonski snemalec

### Studijska izvedba
- Čarli Novak – bas kitara, vokal
- Tomo Jurak – solo vokal, kitara
- Marjan Vidic – bobni
- Igor Ribič – vokal

### Gostje
- Grega Forjanič
- Ivo Žavbi